# Östergarnsberget

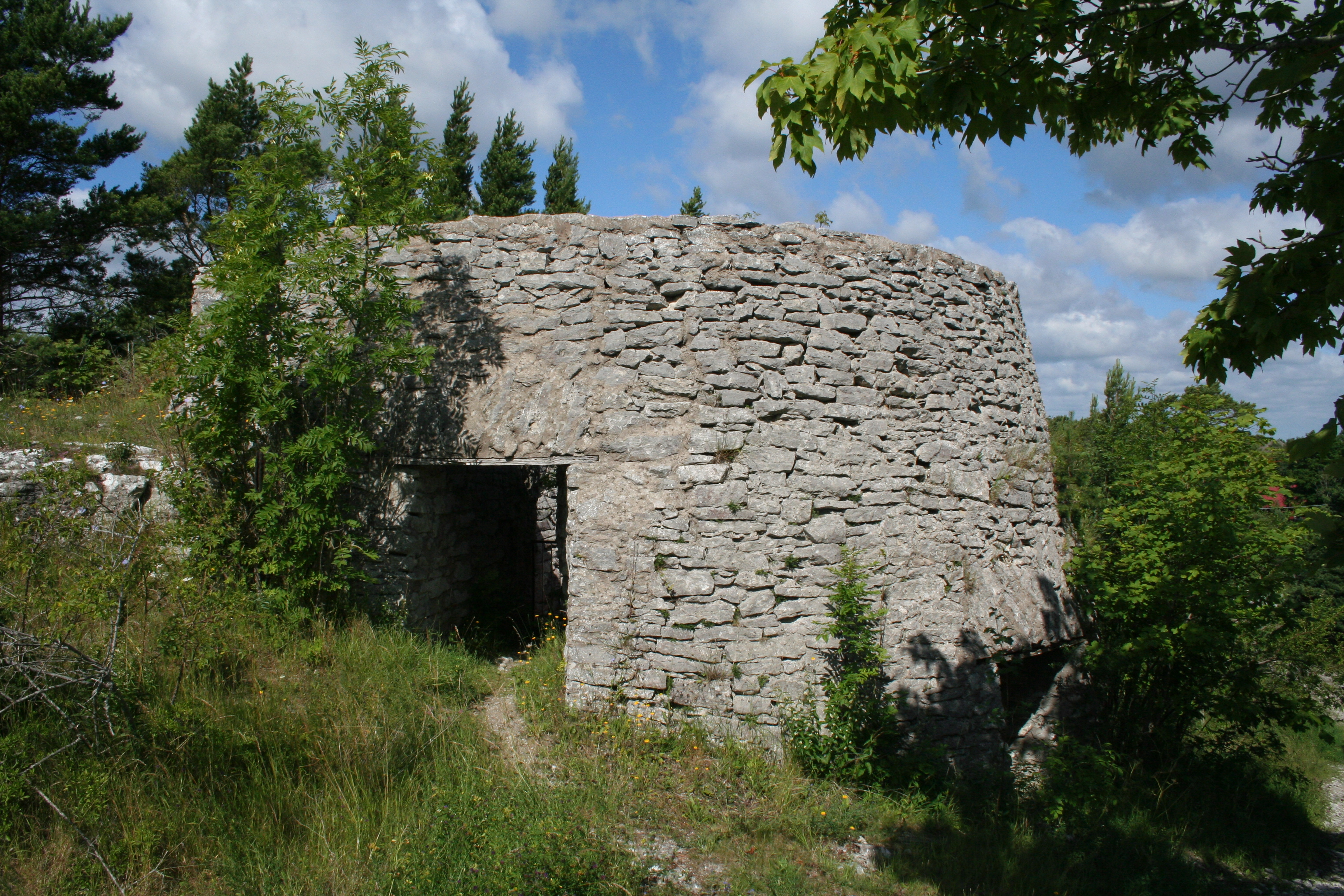
Restaurierter Kalkofen auf dem Östergarnsberg (Östergarn 45:1).

Östergarnsberget (deutsch Östergarnsberg) ist ein Inlandskliff im Kirchspiel (schwedisch socken) Östergarns im Osten der schwedischen Insel Gotland. In früheren Zeiten war der Meeresspiegel gegenüber Gotland höher und der Östergansberget Teil einer Kliffküste.

## Lage
Östergarnsberget liegt 1,5 km südlich von Katthammarsvik, 41 km südöstlich von Visby, 12 km nördlich von Ljugarn und 25 km südöstlich von Roma.

## Naturreservat
Große Teile des Bergs bilden ein Naturreservat, das im Jahr 2005 eingerichtet wurde und 193 ha groß ist.
Es ist sogar ein Natura-2000-Gebiet.

## Natur
Der Berg, der einmal aus einem Korallenriff gebildet wurde, besteht aus Riffkalkstein. Eis und Wasser haben den Berg über tausende von Jahren geformt und Höhlen geschaffen, von denen einige mehr als zehn m tief sind. Der höchste Teil des Bergs, der sich 42 m über dem Meer befindet, liegt gerade innerhalb des Kliffs Mattsarveklint im Nordwesten. Von der Kliffkrone hat man eine großartige Aussicht.
Das Plateau oben auf dem Berg wird von Hällmark dominiert, das ist eine in Skandinavien vorkommende Landschaftsform, die aus Felsuntergrund fast ohne Humusschicht besteht und von lichtem, kleinwüchsigem Wald bewachsen ist. Diese geht zu einem spärlich und niedrig wachsenden Kiefernwald über. Hier befindet sich auch das etwa 14 ha große Moor Gannemyr. Die Humusschicht ist dünn und der Bewuchs, zum Beispiel Scharfer Mauerpfeffer und Sand-Thymian, spärlich.
Im südwestlichsten Teil des Naturreservats besteht die oberste Bodenschicht teilweise aus Sand und der Nadelwald ist dort dichter und enthält außerdem einzelne Fichten.
Das Hochplateau wird von einem steilen Abhang nach Westen, Norden und Osten abgeschlossen, aber in Richtung Süden fällt der Berg nur schwach ab.
Unterhalb der Abhänge liegen oft Reste von Felsstürzen, die aus Blöcken und Steinen bestehen, die sich durch Verwitterung von den Seiten des Bergs gelöst haben.
Auf den nördlichen und östlichen Felsstürzen wächst ein von Eschen dominierter Laubwald mit einem Einschlag von Kiefern.
Auf dem steinigen Grund trifft man auch Ruprechtskraut, Wimper-Perlgras und das seltene Farngewächs Ruprechtsfarn an.
Sowohl oben auf dem Östergarnsberget als auch unterhalb der Steilhänge des Bergs befindet sich eine Vielzahl ungewöhnlicher Gewächse, wie die beiden Farnarten Hirschzungenfarn und Ruprechtsfarn, das kleinwüchsige Alvargewächs
Kalknarv (lateinisch arenaria gothica) und Niedrige Rauke (lateinisch sisymbrium supinum) und Orchideen wie Pyramiden-Hundswurz, Rotes Waldvöglein und Herz-Zweiblatt (lateinisch listera cordata)
Einer der für den Östergarnsberget charakteristischen Vögel ist die Heidelerche, die im Frühling und Frühsommer hoch oben in der Luft über dem Berg zwitschert.
Große Teile des Östergarnsbergets werden von Schafen beweidet.

## Kalkbruch
Es finden sich viele Spuren von früherem Kalkabbau auf dem Östergarnsberget. Genau dort, wo die Straße nach Katthammarsvik von der Straße zur Kirche von Östergarn abzweigt, befindet sich eine restaurierte Ruine eines Kalkofens, die einen Durchmesser von 15 m und eine Höhe von acht m aufweist.
Direkt daneben befindet sich die sogenannte Flyktingkällan (deutsch Flüchtlingsquelle), ein Gedenkstein für die Letten, die gegen Ende des Zweiten Weltkriegs nach Gotland geflüchtet sind. Südöstlich der Kalkofenruine und etwas abseits der Straße, die auf den Berg führt, befindet sich ein großer Steinbruch beim Kliff Gutenviksklint. Kalkofenruinen befinden sich auch bei Kaupungskling im Südosten. und bei Grönskogshuvud im Südwesten

## Källinghagen
Direkt westlich des Östergarnbergets und neben der Regionalstraße von Katthammarsvik zur Kirche von Gammelgarn liegt das kleine Naturreservat Källinghagen.
Dieses wurde im Jahr 2005 ausgewiesen und es umfasst elf ha. Es wird von altem Nadelwald mit Einsprengseln von offenen Feuchtgebieten dominiert, von denen das Moor Majvät das größte ist. Es ist ein sogenanntes agmyr (schwedisch für ein kalkreiches Moor, in dem die Binsenschneide (schwedisch ag) dominierend vorkommt).